# Libeňský lihovar
Libeňský lihovar (Lihovar František X. Brosche Sohn) je zaniklý průmyslový areál v Praze, který se nacházel ve východní části Libně mezi ulicí Sokolovská a potokem Rokytka. Od bývalé Rakouské severozápadní dráhy k němu východním směrem vedla vlečka.

## Historie

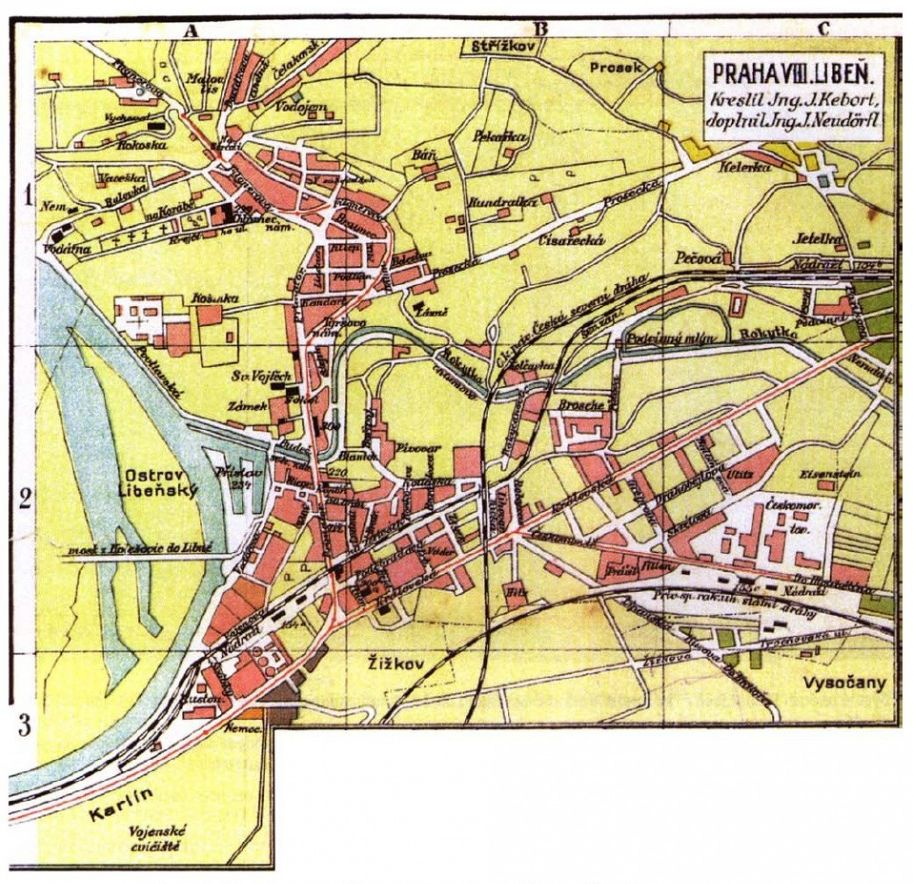
Libeň roku 1879

Roku 1872 přesídlila firma a. s. František Xaver Brosche ze Sanytrové ulice na Starém Městě do Libně na Vysočanskou silnici (Sokolovská). Lihovar známý po celém Rakousku-Uhersku své výrobky vyvážel do větší části Evropy. Specializoval se na výrobu vysoce kvalitního bezvodého lihu. Roku 1907 byl vyhodnocen jako největší lihovar ze sedmi „průmyslových lihovarů v komorním obvodu pražském“.
V nově postavené rozsáhlé továrně s rafinerií a výrobou drasla současně vznikla i sladovna, jejíž slad sloužil zpočátku pouze pro potřeby lihovaru. Do čtyř vodních nádrží – rybníků v severní části areálu byla přiváděna voda z Rokytky, jejíž hladina po regulaci klesla (hladina vody v nádržích byla výše než hladina Rokytky). Při modernizaci přeměnili majitelé původních sedm kotlů na čtyři kotle s úsporným topením a spalováním kouře při využití Whittackerova patentu.
Zánik
V 70. letech 20. století se provoz lihovaru postupně omezoval, až byl úplně zastaven. Objekty byly roku 1973 zbourány a rybníky zasypány. Na místě továrny stojí nová zástavba.